# Arabis tunetana
Arabis tunetana är en korsblommig växtart som beskrevs av Svante Samuel Murbeck. Arabis tunetana ingår i släktet travar, och familjen korsblommiga växter. Inga underarter finns listade i Catalogue of Life.